# Džalájirovský sultanát
Džalájirovský sultanát (persky جلایریان) byl středověký státní útvar, kterému vládla dynastie mongolských Džalájirovců. Existoval ve 14. až 15. století na území Iráku a západní Persie jako nástupnický stát mongolského Ílchanátu, který se rozpadl v roce 1330. Po půl století existence ho rozvrátil dobyvatel Tamerlán (Tímúr Lenk), a třebaže se Džalájirovci pokusili o jeho obnovu v oblasti jižního Iráku, roku 1432 byli poraženi karakojunluskou říší, přišli o své hlavní město Tabríz a jako mocenský faktor ztratili na významu.

## Džalájirovští vládci
- Hasan Buzurg (1336–1356)
- Šejch Uvajs I. (1356–1374)
- Hasan (1374)
- Husajn I. (1374–1382)
- Bajazid (1382–1383)
- Ahmad (1383–1410)
- Šáhvalad (1410–1411)
- Mahmúd (1411–1415)
- Uvajs II. (1415–1421)
- Muhammad (1421–1422)
- Mahmúd II. (1422–1424)
- Husajn II. (1424–1432)